# Орландо (Флорида)
Орла́ндо (англ. Orlando [ɔːrˈlændoʊ]) — четвёртый по величине город штата Флорида и самый крупный внутренний город полуострова Флорида с населением 2 387 138 человек (2016) во всей агломерации, что делает его 24-м по величине в США, шестым по величине мегаполисом в южной части Соединённых Штатов и третьим по величине мегаполисом в штате Флорида. По итогам переписи 2020 года, в городе проживало 307 573 человека, что делает город 67-м в списке городов США по численности населения, четвёртым по величине городом во Флориде и самым крупным внутренним городом штата. Орландо был назван в честь Орландо Ривса, по одному из предположений, солдата армии США, который участвовал во второй войне с семинолами и погиб в этой области.
Орландо известен как мировая столица тематических парков; в 2014 году его достопримечательности, парки, конференции и конвенции посетило более 62 миллионов посетителей. Международный аэропорт Орландо (MCO) является тринадцатым по загруженности аэропортом в Соединённых Штатах и 29-м из самых оживлённых в мире.
Наиболее известные и самые посещаемые в США и за их пределами достопримечательности Орландо образуют основу индустрии туризма: Диснейуорлд, расположенный примерно в 34 км к юго-западу от Орландо в Лейк-Буэна-Виста, который разместился на территории в 24 тысячи гектаров (год открытия — 1971); The Universal Orlando Resort, открывшийся в 1999 году как расширение Юнивёрсал Студиос Флорида; SeaWorld; Gatorland; и Wet 'n Wild, закрытый в 2016 году. За исключением Walt Disney World, большинство основных достопримечательностей расположены вдоль улицы Интернешнл Драйв. 
Орландо занял 3-е место в мировом рейтинге самых прибыльных для туристической сферы городов по версии «Всемирного совета по туризму и путешествиям» (WTTC) .
Город также является одним из самых оживлённых американских городов для проведения конференций и конвенций.
Город долгое время являлся небольшим поселением в тропической заболоченной сельве, кишащей москитами и аллигаторами. Однако, как и другие крупные города «солнечного пояса», Орландо быстро рос в течение 1980-х годов и в первом десятилетии XXI века. В Орландо расположен Университет Центральной Флориды, являющийся вторым по количеству студентов в Соединённых Штатах. Орландо занимает четвёртое место в списке наиболее привлекательных для проживания американских городов.
В расовом отношении город также претерпел сильные изменения. В 2000 году 50,8 % населения составляли белые, 17,5 % — латиноамериканцы, 26,9 % — афроамериканцы, 2,7 % — азиаты.

## География

### Топография
Орландо находится на 28°24′57″ с. ш. 81°17′56″ з. д. (28.533513, −81.375789).
Согласно данным бюро переписи населения США, общая площадь города составляет 286,7 км². 265,2 км² из них — суша и 21,5 км² города (7,5 %) — вода. В среднем Орландо находится примерно на 30 метров выше уровня моря.

### Климат

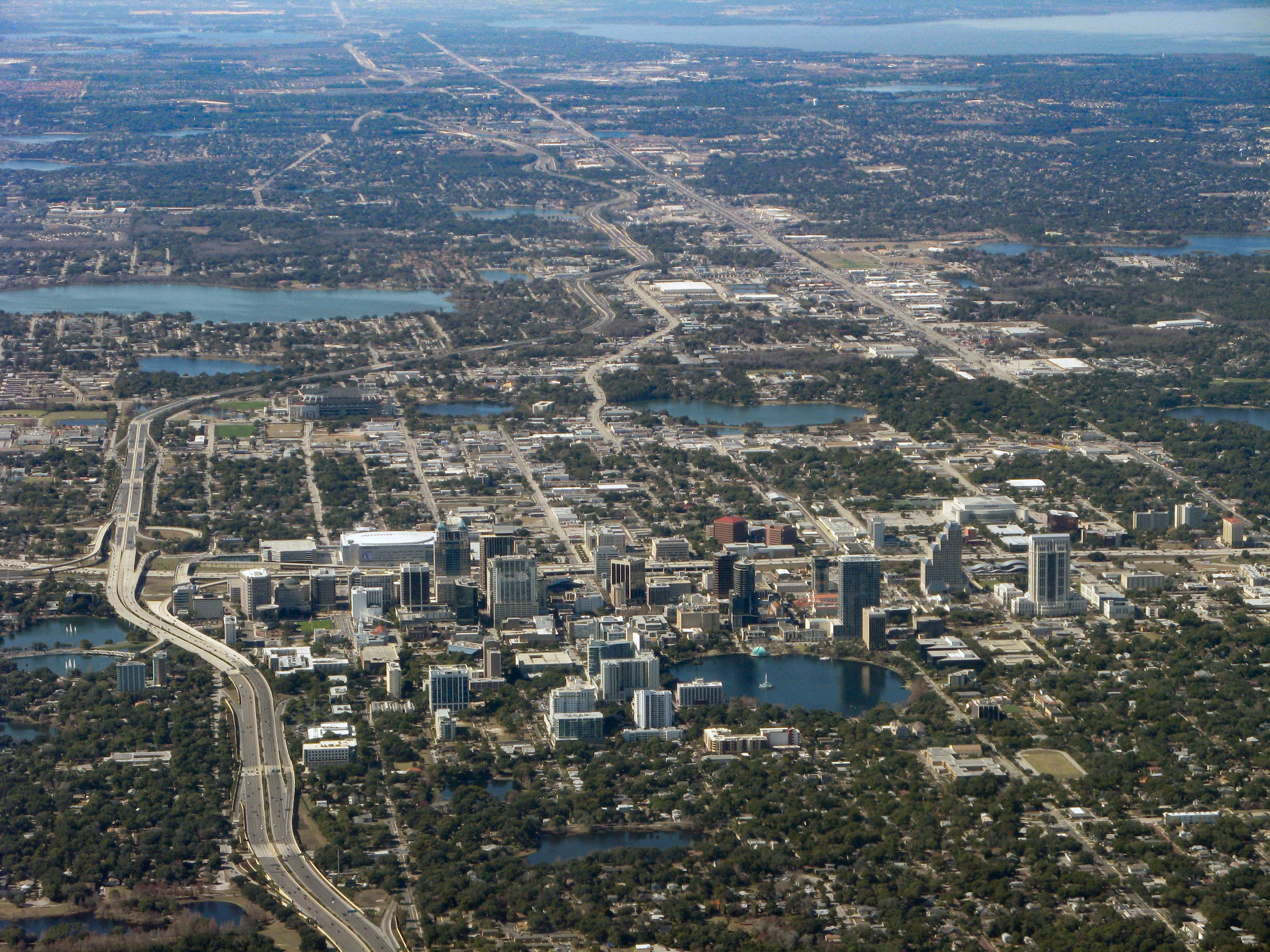
Вид на город

В Орландо тёплый и влажный субтропический климат, с двумя основными сезонами. Один из сезонов жаркий и дождливый, начинается в начале июня и продолжается до конца сентября (примерно совпадая с сезоном ураганов Атлантики). Другой сезон — сухой (продолжается с октября по май), когда температуры пониже и мало дождей. Тёплый и влажный климат в этом районе является результатом того, что город находится практически на уровне моря и сравнительно близко к тропику Рака. Погода в этом районе сильно зависит от Гольфстрима.
Когда в Орландо наступает жаркий и влажный летний сезон, температура редко опускается ниже 21 °C и средняя температура днем примерно 32…37 °C. Хотя в городе редко бывает температура выше 38 °C, высокая влажность можеть создавать ощущение, что на улице 45 °C. Самая высокая температура, которая была зарегистрирована в городе, это 39 °C, это случилось 2 июля 1998 года. В летние месяцы сильные дневные грозы случаются практически ежедневно. Эти грозы создаются воздушными массами из Мексиканского залива и Атлантического океана, встречающимися над центральной Флоридой. Они приносят с собой молнии, сильные ливни (иногда несколько дюймов в час), ветер и, иногда, град.
Во время прохладного сезона влажность и температура не такие высокие, хотя могут быстро меняться. Средняя минимальная температура январской ночью около 10 °C, средняя максимальная температура днём обычно достигает 22 °C. Температура редко опускается ниже 0 °C, хотя в городе такая температура бывает один или два раза каждый год. Так как зимний сезон довольно сухой и большинство близких к нулю температур случаются после того, как пройдет холодный фронт (и связанный с ним дождь), в Орландо фактически не бывает снега (за все время наблюдения, начиная с 1948 года, лишь однажды выпало достаточное количество снега, чтобы его можно было измерить). Очень редко бывает достаточно холодно и достаточно влажно, чтобы появились снежинки, обычно это связано с эффектом озера. В районе около Орландо однажды было намеряно почти 15 см снега в 1977 году во время снежной бури (что, отчасти, подало идею создать Диснеевский водяной парк развлечений через 20 лет). Снежинки были замечены в центральной Флориде 23 декабря 1989 года, 24 января 2003, 24 ноября 2007 и 3 января 2008 года.
Среднее количество осадков в Орландо — 128 см в год, основная масса этих осадков выпадает в период с июня до сентября. С октября до мая в Орландо сухой сезон. Во время этого периода (особенно ближе к концу) опасаются лесных пожаров. Иногда лесные пожары бывают очень серьёзными. В 1998 году Эль-Ниньо создал необычно влажный январь и февраль, за которыми последовали засушливые весна и начало лета, что привело к рекордному количеству пожаров и создало серьёзные проблемы с качеством воздуха в Орландо.
Орландо находится в зоне риска ураганов, хотя этот риск не такой высокий, как в городах южной Флориды или других побережных регионах. Так как город находится в 68 км от Атлантического океана и 124 километрах от Мексиканского залива, ураганы обычно сильно ослаблены, когда добираются до Орландо. Штормовые воды обычно не создают проблемы, так как регион находится на уровне 30 м выше уровня моря. Несмотря на своё местонахождение, город страдает от сильных ураганов. Во время сезона ураганов 2004 года через Орландо прошло три урагана, которые нанесли городу существенный ущерб. Ураган Чарли был самым суровым. До этого город сильно пострадал от урагана Дона в 1960 году.
| Показатель                    | Янв. | Фев. | Март | Апр. | Май  | Июнь | Июль | Авг. | Сен. | Окт. | Нояб. | Дек. | Год  |
| ----------------------------- | ---- | ---- | ---- | ---- | ---- | ---- | ---- | ---- | ---- | ---- | ----- | ---- | ---- |
| Абсолютный максимум, °C       | 31,1 | 32,2 | 36,1 | 37,2 | 38,8 | 38,3 | 38,3 | 38,3 | 39,4 | 36,6 | 33,8  | 35,0 | 39,4 |
| Средний суточный максимум, °C | 21,8 | 23,3 | 25,6 | 28,1 | 31,2 | 32,6 | 33,2 | 33,1 | 31,9 | 29,2 | 25,8  | 22,7 | 28,2 |
| Средняя температура, °C       | 15,6 | 17,2 | 19,3 | 21,7 | 25,1 | 27,3 | 28,1 | 28,2 | 27,2 | 24,1 | 20,2  | 17,0 | 22,6 |
| Средний суточный минимум, °C  | 9,6  | 11,1 | 13,2 | 15,6 | 19,1 | 22,2 | 23,1 | 23,3 | 22,6 | 19,1 | 14,8  | 11,3 | 17,1 |
| Абсолютный минимум, °C        | −7,2 | −7,2 | −3,8 | 2,7  | 8,3  | 11,6 | 17,7 | 17,2 | 10,0 | 3,3  | −2,2  | −7,7 | −7,7 |
| Норма осадков, мм             | 59   | 60   | 95   | 65   | 87   | 192  | 184  | 181  | 153  | 83   | 55    | 65   | 1284 |
| Источник: NWS                 |      |      |      |      |      |      |      |      |      |      |       |      |      |

## Население
По данным переписи 2010 года, население города составляло 238 300 человек. Белое население составляло 57,6 %; афроамериканцы — 28,1 %; азиаты — 3,8 %. По данным на 2000 год, лица в возрасте менее 18 лет составляли 22,0 % от общего населения города; лица в возрасте старше 65 лет — 11,3 %. Средний возраст населения — 33 года. На каждые 100 женщин приходится 94 мужчины.
По данным на 2000 год, 75,43 % населения города считали родным языком английский; 16,6 % — испанский; 1,93 % — гаитянский креольский; 1,33 % — французский и 0,99 % — португальский. В Орландо проживает крупнейшая пуэрто-риканская община во Флориде, которая является также самой быстрорастущей пуэрто-риканской диаспорой в стране. В период с 1980 по 2010 годы латиноамериканское население города возросло с 4,1 по 25,4 %.

## Демография
| Демография Орландо                             | Демография Орландо | Демография Орландо | Демография Орландо |
| Перепись населения США 2010 года               | Орландо            | Округ Ориндж       | Флорида            |
| ---------------------------------------------- | ------------------ | ------------------ | ------------------ |
| Общая численность населения                    | 238300             | 1145956            | 18801310           |
| Население, процент изменения, 2000 до 2010     | +28,2 %            | +27,8 %            | +17,6 %            |
| Плотность населения                            | 808,9 / кв. км     | 344,7 / кв. км     | 110,4 / км²        |
| Белые (включая Белые испаноговорящие)          | 57,6 %             | 63,6 %             | 75,0 %             |
| (Неиспаноговорящие белые)                      | 41,3 %             | 46,0 %             | 57,9 %             |
| Испаноговорящие латиноамериканцы любой расы    | 28,4 %             | 26,9 %             | 22,5 %             |
| Афроамериканцы                                 | 25,1 %             | 20,8 %             | 16,0 %             |
| Азиаты                                         | 3,8 %              | 4,9 %              | 2,4 %              |
| Коренные американцы или Коренные жители Аляски | 0,4 %              | 0,4 %              | 0,4 %              |
| Жители тихоокеанских территорий или Гавайцы    | 0,1 %              | 0,1 %              | 0,1 %              |
| Две и более рас                                | 3,4 %              | 3,4 %              | 2,5 %              |
| Другие расы                                    | 6,6 %              | 6,8 %              | 3,6 %              |

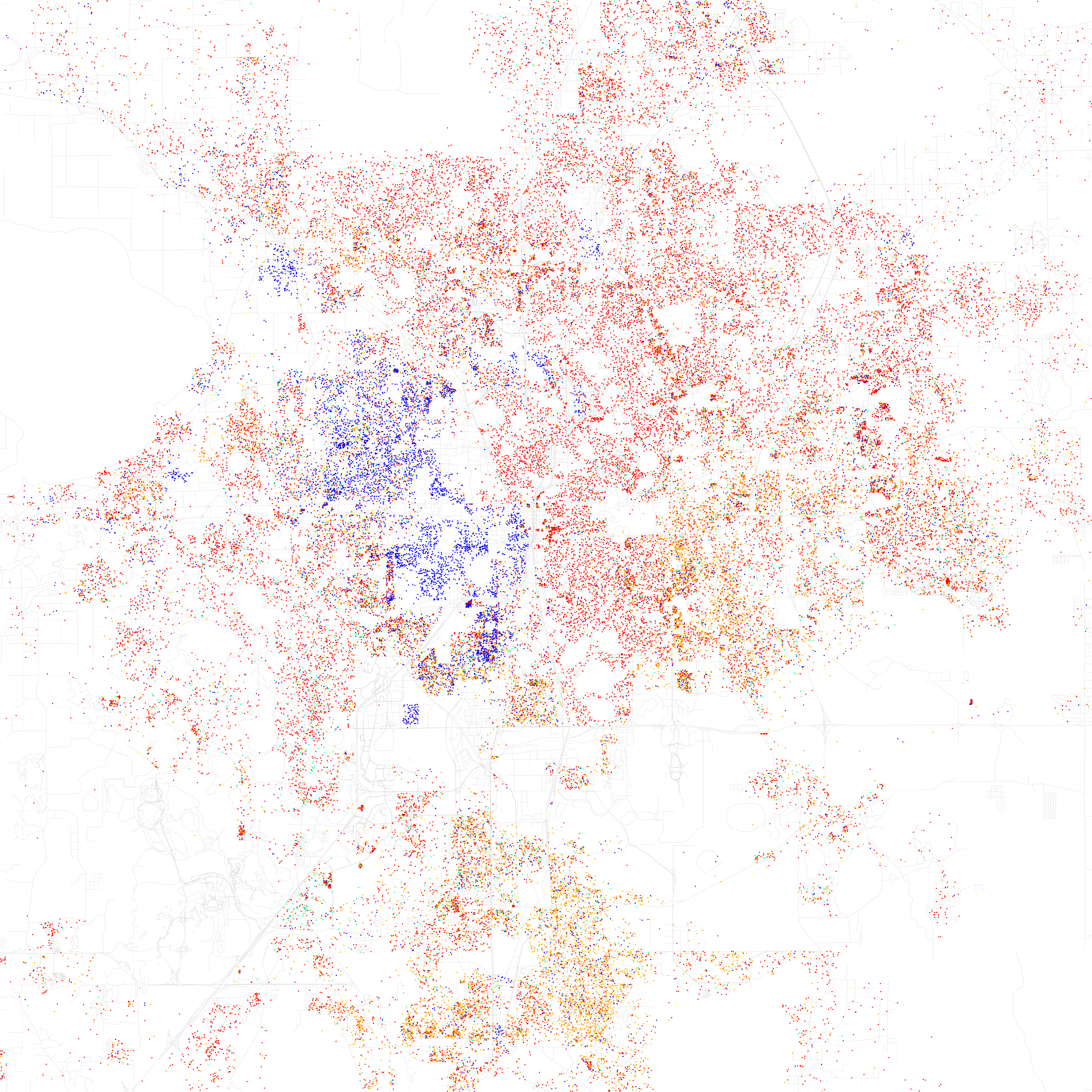
Карта расового распространения в Орландо, 2010 г. Перепись населения США. Каждая точка — 25 человек: Белые, Афроамериканцы, Азиаты, Латиноамериканцы и Другие (жёлтый цвет)

По состоянию на 2010 год в городе было 121254 домохозяйств, из которых 15,4 % состояли из одного человека. По состоянию на 2000 год 24,5 % домохозяйств имели детей в возрасте до 18 лет, проживающих вместе с ними, 32,4 % были женатыми парами, живущими вместе, в 15,4 % семей женщины проживали без мужей, а 47,6 % не имели семьи. 35,0 % всех домохозяйств состоят из отдельных лиц, а 8,5 % из них проживают в одиночестве, кому было 65 лет и старше. Средний размер домохозяйства составил 2,25, а средний размер семьи — 2,97.
В 2014 году население города состояло из 12,0 % в возрасте до 18 лет, 5,7 % с 18 до 24, 27,3 % с 25 до 44, 18,6 % с 45 до 64 и 36,3 % в возрасте 65 лет и старше , Медианный возраст составлял 33 года. На каждые 100 женщин приходилось 95,3 мужчин. На каждые 100 женщин в возрасте 18 лет и старше приходилось 91,3 мужчин.
В Орландо проживает самая большая популяция пуэрториканцев во Флориде. В Орландо проживает самая быстрорастущая пуэрто-риканская община в стране. В период с 1980 по 2010 год доля испаноязычного населения выросла с 4,1 до 25,4 %. В Орландо также есть большая и постоянно растущая популяция населения из стран Карибского бассейна, в котором проживает большая западноиндийская община (в частности, багамцы, кубинцы, доминиканцы, ямайцы, жители островов Виргинских островов, тринидадское и Tobagonian) и созданная гаитянская община. В Орландо действует активная еврейская община.
В Орландо проживает большое сообщество ЛГБТ, город признан как один из наиболее приемлемых и толерантных городов на юго-востоке. По состоянию на 2015 год около 4,1 % населения Орландо идентифицируют себя как ЛГБТ, что делает Орландо городом с 20-м процентом жителей ЛГБТ в стране. Каждый год в июне в городе проходят Gay Days (в том числе в близлежащем Walt Disney World), каждый октябрь проходит огромный фестиваль Pride.

## Культура
Как и в других городах Флориды, на территории Орландо живёт большая и постоянно увеличивающаяся популяция латиноамериканцев (составляла около 400 000 чел. в 2006 году). Это объясняет, почему в Орландо так много ресторанов, в которых подают латиноамериканские блюда, и количество радиостанций на испанском языке. Музыка, характерная для испаноязычных регионов, такая как Реггетон Сальса, популярна на радиостанциях Орландо.

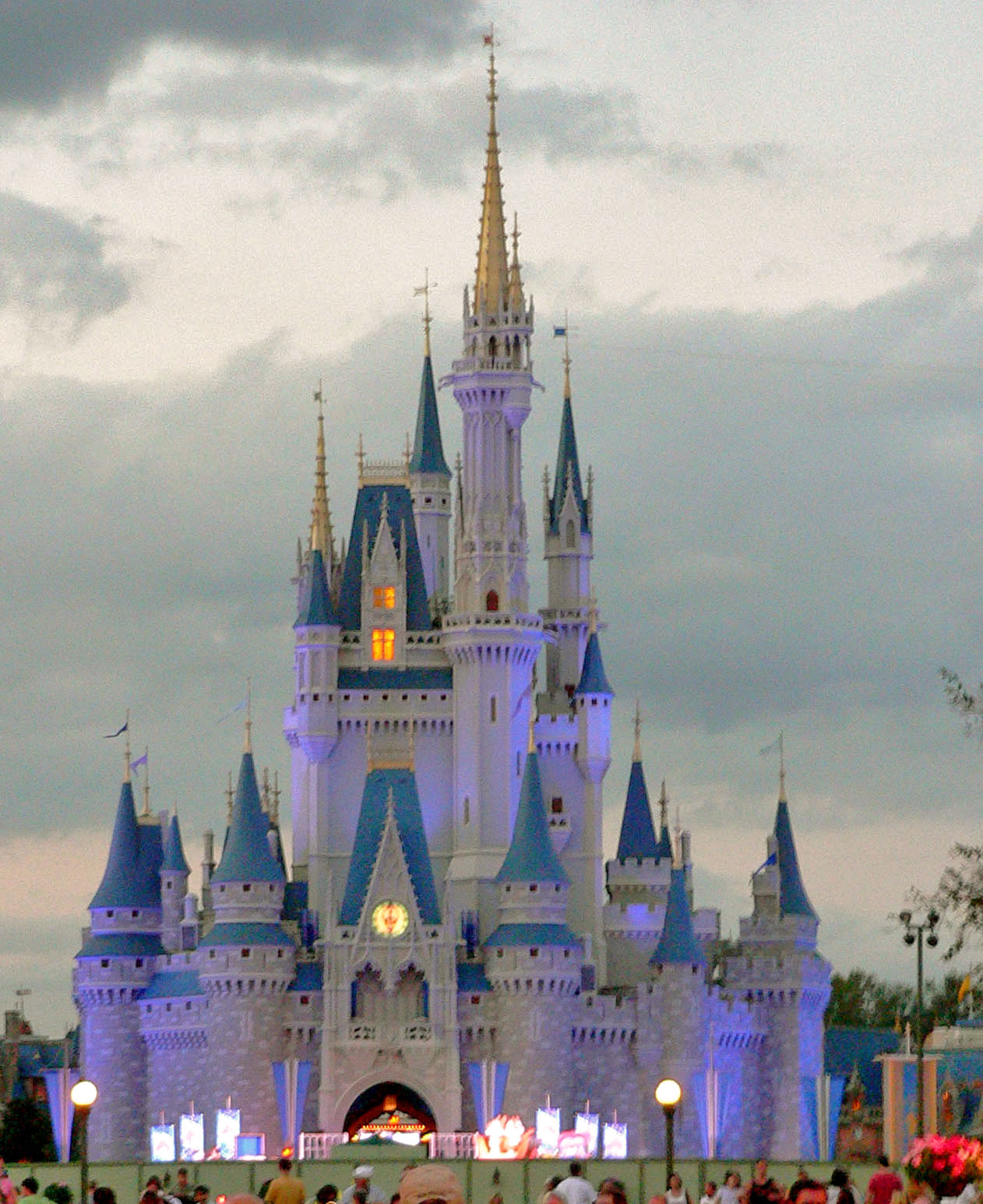
Замок Золушки в Волшебном Королевстве в Диснейуорлд

Баскетбольная команда Орландо — Орландо Мэджик — единственная команда в НБА, которая устраивает Латинскую ночь, ориентированную на испаноговорящую часть населения Орландо и пригородов. Городское издание The Orlando Sentinel печатает еженедельную газету на испанском языке, которая называется El Sentinel.
В Орландо и в центральной Флориде живут самые влиятельные латиноамериканские семьи в США (далее по списку идут Лос-Анджелес и Техас). Многие латиноамериканцы переселились в центральную Флориду, особенно в район Орландо-Киссимми.
Короткое время перелёта из Орландо в Пуэрто-Рико, похожий климат, возможность найти хорошую работу привлекают в этот район пуэрториканцев. Также в Орландо живёт много потомков кубинцев, в основном людей, бежавших от Кубинской Революции и их детей.
Тысячи людей наполняют центральные улицы Орландо во время крупнейшего в центральной Флориде ежегодного фестиваля Латинской культуры, который проводится каждый октябрь.
Орландо и пригороды являются домом для большого количества афроамериканцев (342 166 в 2007 году, среди них больше 45 тысяч афрокарибского происхождения).
С 2000 года в Орландо появилось большое количество организаций — The Young Professionals (Молодые профессионалы), Metropolitan Orlando Urban League (Городская лига Орландо), The Circle of Friends (Круг друзей), The Social Black Women and The Orlando Minority Professionals Network (Профессиональные связи национальных меньшинств Орландо) — для чёрных профессионалов, так как количество чёрных жителей, получивших образование в колледже и выше, представителей среднего класса в Орландо, выросло на 29 процентов.
Процветающий район, где живут вьетнамцы, называется «Маленький Вьетнам» или «Маленький Сайгон» и находится в части Орландо, называемой Colonialtown. Район стал туристическим местом в городе Орландо, в нём находится много ресторанов и магазинов, которые продают продукты, привезённые из Азии, например, музыку, видео, скульптурки и прочее. Центром этого района является пересечение дороги номер 50 East Colonial Drive и Mills Ave, которое также называется «Vi-Mi».
Вьетнамцы Орландо происходят от военных беженцев, которые искали новою жизнь в США после падения Сайгона. Известные про-демократические активисты, такие как Тхуонг Нгуен Кук Фоши, который недавно[когда?] был освобождён из тюрьмы во Вьетнаме, называют Орландо своим домом.
Вьетнамская общественность Орландо вместе с такими организациям, как Long Van Temple, St. Philip Phan Van Minh Church, Вьетнамская Баптистская церковь, и группами, например, Вьетнамской Ассоциацией Центральной Флориды, стараются сохранить свои культурные корни, а также рассказать о своей культуре остальным жителям Орландо.

### Развлечения и выступления
В городе есть площадки и постоянные концерты музыки хип-хопа, металла, рока, реггетона и латинской музыки, все активно используются. Орландо является основным центром для движения Breakbeat во Флориде. Также Орландо называют Восточным Голливудом из-за большого количества развлечений, связанных с кинематографом вокруг города.
До недавнего времени[уточнить] Walt Disney Feature Animation имела студию в Walt Disney World Resort. Feature Animation-Florida является основным производителем фильмов «Мулан», «Лило и Стич», начальных стадий фильма «Братец-медвежонок» и участвовала в разных других проектах.
Город известен также тематическими парками развлечений «Святая земля», «Морской мир», «Юнивёрсал Орландо», «Эпкот».

## Спорт
В городе базируются баскетбольная команда «Орландо Мэджик», выступающая в Национальной баскетбольной ассоциации, и футбольный клуб «Орландо Сити», выступающий в MLS.

## Происшествия
12 июня 2016 года выходец из афганской семьи Омар Матин устроил стрельбу в Орландо. Вооружённый винтовкой и пистолетом, он устроил бойню в гей-клубе: 50 человек убито, 53 человека ранено. В ходе спецоперации Омар Матин был застрелен.

## Города-побратимы
- Вальядолид (исп. Valladolid), Испания (2006)
- Гуйлинь (кит. упр. 桂林, пиньинь Guìlín), Китай (1986)
- Куритиба (порт. Curitiba)), Бразилия (1996)
- Монтеррей (исп. Monterrey), Мексика (2001)
- Оренбург, Россия (1997-2022) После агрессии России против Украины город Орландо прекратил сотрудничество
- Рейкьянесбайр (исл. Reykjanesbær), Исландия (1997)
- Сена и Марна (фр. Seine-et-Marne), Франция (2002)
- Тайнань (кит. упр. 臺南, пиньинь Táinán), Тайвань (2001)
- Ураясу (яп. 浦安市), Япония (1991)
- Волгоград, Россия (2008-2022) После вторжения российских войск на Украину город Орландо прекратил сотрудничество